# Jeune Fille à la coiffure de dentelle
Jeune Fille à la coiffure de dentelle est un tableau réalisé par le peintre français Auguste Renoir en 1891. Cette huile sur toile est le portrait en buste d'une jeune fille portant un couvre-chef en dentelle. Elle est conservée au musée Pola de Hakone, au Japon, dont elle est l'un des chefs-d'œuvre.